# Čo Han-sung
Čo Han-sung (korejsky: 조한승, Cho Han-seung, * 27. listopadu 1982) je profesionální hráč go.

## Biografie
Čo se stal profesionálem v roce 1995. V roce 2004 se stal 7. danem, v roce 2005 se stal 8. danem a v roce 2006 mu byl udělen 9. dan.

## Tituly
| Titul       | Rok  |
| ----------- | ---- |
| Počet       | 3    |
| Chunwon     | 2006 |
| BC Card Cup | 2001 |
| SK Gas Cup  | 2003 |